# Bistrița
Bistrița er en by, administrativt center i Bistrița-Năsăud distrikt i Transsylvanien, Rumænien. Bistrița har 78.877(2021) indbyggere.